# 特里卡拉专区
特里卡拉专区（希臘語：Περιφερειακή ενότητα Τρικάλων）是希腊色萨利大区的一个专区。首府为特里卡拉。专区面积为3,383.48平方公里，2011年人口数量为131,085人。

## 行政
特里卡拉州最初成立于1882年。在2011年卡利克拉提斯改革方案中，希腊所有州份被取消。原特里卡拉州作为整体设立为特里卡拉专区。特里卡拉专区下分为4个市镇（括号内为地图中的数字）：
- 特里卡拉（1）
- 迈泰奥拉（2）
- 皮利（3）
- 法尔卡佐纳（4）